# Fondation Nobel
La fondation Nobel (en suédois : Nobelstiftelsen) est une institution privée suédoise fondée le 29 juin 1900 dans le but de superviser et régir les aspects financiers et administratifs du prix Nobel. Elle a été établie selon les vœux du testament d'Alfred Nobel.
Par ailleurs, elle encadre, réglemente et surveille l'activité du comité Nobel des cinq branches spécifiques au prix du même nom.

## Les «comités Nobel»
Chaque comité se compose de cinq membres désignés par cooptation pour trois années au sein de l'Académie royale des sciences de Suède, de l'Académie suédoise, de l'Institut Karolinska ou du Comité norvégien.
Les membres des comités étudient la légitimité, l'éligibilité et la crédibilité des personnalités secrètement proposées pour la récompense avant de les élaguer au cours d'un processus de sélection qui statuera de cinq nominations avant l'été.
Parmi elles sera désigné à l'automne le lauréat des prix Nobel de physiologie ou médecine, de physique, de chimie, de littérature et de la paix.

## Autres activités

### Nobel Symposia
La fondation tient régulièrement des Nobel Symposia, des congrès et colloques consacrés à des percées majeures en sciences ou à des sujets d'une grande importance culturelle et sociale.

## Les «Sommets Nobel»
Ces sommets sont organisés par la Fondation et l'Académie nationale des sciences des États-Unis (NAS).
- Le premier « sommet du prix Nobel » (Notre planète, notre avenir) a réuni plus de 25 000 inscrits d'environ 200 pays et territoires pour discuter des voies pour une planète plus soutenable pour tous ;
- Le second « sommet du prix Nobel » (Nobel Prize Summit Truth, Trust and Hope, du 24 au 26 mai 2023, au bâtiment de la NAS à Washington, DC, gratuit et « virtuellement » ouvert au public) sera consacré à la lutte contre la désinformation et au renforcement de la confiance en la science dans le contexte de crises interconnectées, telles que la pandémie de Covid-19, la guerre, l'effondrement de la biodiversité et le dérèglement climatique ; et face à une désinformation qui s'amplifie, en affaiblissant le débat publique et en sapant la confiance dans la science et dans la démocratie. Des lauréats du prix Nobel et d'autres experts, dirigeants et personnalités de renommée mondiale discuteront des moyens d'empêcher la désinformation d'éroder la confiance du public en la science, les scientifiques et les institutions qu'ils servent. Sont invités : Maria Ressa (journaliste et auteure), Saul Perlmutter (astrophysicien), Tristan Harris (cofondateur du Center for Humane Technology et Åsa Wikforss (professeur de philosophie théorique et académicienne suédoise. Des responsables des technologies de l'information et de la communication et d'entreprises, des décideurs politiques, des journalistes, des éducateurs et des jeunes du monde entier sont invités à une discussion mondiale « visant à explorer des solutions pour lutter activement contre la propagation de la désinformation et de la désinformation, partager des connaissances fondées sur des preuves et des expériences mondiales, et aider à restaurer la confiance dans la science et les systèmes de la société ». « Nous espérons que le sommet identifiera des solutions qui permettront à chacun d'être mieux armé pour discerner les faits de la fiction et prendre des décisions éclairées » a dit Marcia McNutt (présidente de la NAS).